# كيسوكي يوشيدا
كيسوكي يوشيدا (باليابانية: 吉田恵輔؛ بالكانا: よしだ けいすけ) هو كاتب سيناريو ومخرج ياباني، ولد في 5 مايو 1975 في سايتاما في اليابان.

## وصلات خارجية
- كيسوكي يوشيدا على موقع IMDb (الإنجليزية)
- كيسوكي يوشيدا على موقع ألو سيني (الفرنسية)
- كيسوكي يوشيدا على موقع قاعدة بيانات الفيلم (الإنجليزية)